# Downholme
Downholme is een civil parish in het bestuurlijke gebied Richmondshire, in het Engelse graafschap North Yorkshire.

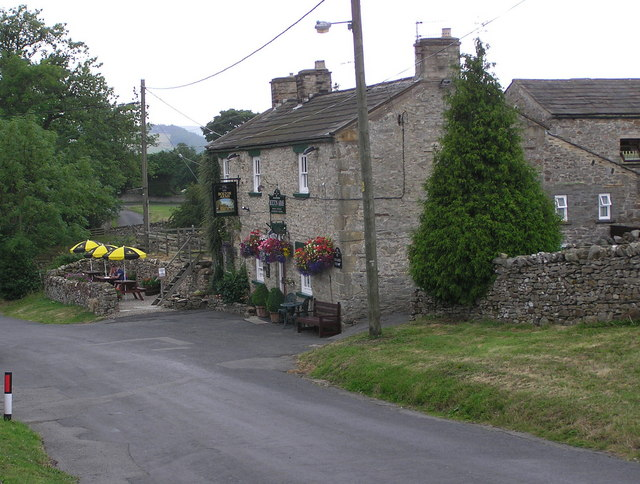
Bolton Arms
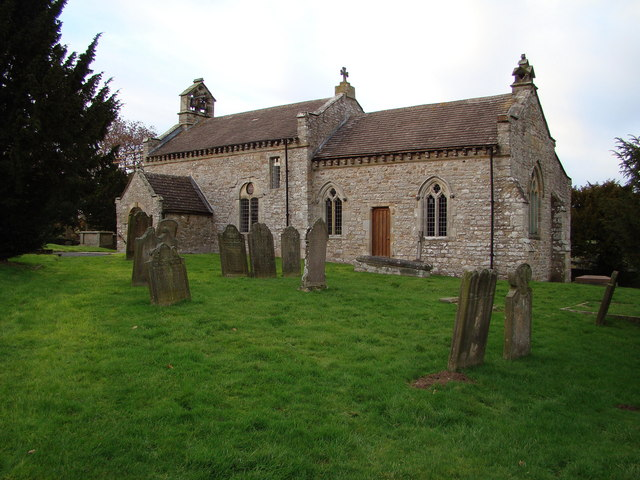
Kerk St. Michael and All Saints